# Lijst van cafés in het Brussels Hoofdstedelijk Gewest
Dit is een lijst van Cafés in het Brussels Hoofdstedelijk Gewest.

## Brussel stad
| Foto | Naam                          | Openingsjaar | Adres                        | Opmerking                                           |
| ---- | ----------------------------- | ------------ | ---------------------------- | --------------------------------------------------- |
|      | L'Archiduc                    | 1937         | Antoine Dansaertstraat 6     | Jazzbar.                                            |
|      | Bar de Toone                  |              | Schuddeveldgang 6            | Café van het Koninklijk Poppentheater Toone.        |
|      | Beurscafé                     | 1885         | Auguste Ortsstraat 20-28     | Café van Beursschouwburg.                           |
|      | À La Becasse                  | 1877         | Taborastraat 11              |                                                     |
|      | Billie                        |              | Sint-Katelijnestraat 42      | Gevestigd in 17e-eeuws gebouw.                      |
|      | Bozar Café Victor             | 2016         | Ravensteinstraat 23          | Café van het kunstcentrum Bozar.                    |
|      | La Brouette                   |              | Grote Markt 2-3              | Gevestigd in een Gildehuis van 1696-1697.           |
|      | Le Cheval Marin               | 1919         | Baksteenkaai 90              | Gevestigd in een herbouwd haven gebouw uit 1680.    |
|      | Le Cirio                      | 1886         | Beursstraat 10               |                                                     |
|      | Le Corbeau                    | 1875         | Sint-Michielsstraat 18       |                                                     |
|      | Au Derby                      | 1941         | Vlaamsesteenweg 37           |                                                     |
|      | Café De Markten               |              | Oude Graanmarkt 5            | Café van Gemeenschapscentrum De Markten.            |
|      | Delirium Café                 | 2003         | Getrouwheidsgang 4           | Heeft wereldrecord voor meeste soorten bieren.      |
|      | Dolle Mol                     | 1969         | Spoormakersstraat 52         |                                                     |
|      | Taverne Espérance             | 1930         | Finisterraestraat 1          |                                                     |
|      | L'Estrille du Vieux Bruxelles | 1587         | Rollebeekstraat 7            |                                                     |
|      | Le Falstaff                   | 1903         | Henri Mausstraat 19          |                                                     |
|      | Le Forestier                  |              | Hoogstraat 2                 |                                                     |
|      | Het Goudblommeke in Papier    | 1944         | Cellebroersstraat 53         |                                                     |
|      | Brasserie Greenwich           | 1914         | Kartuizersstraat 7           |                                                     |
|      | Café des Halles               |              | Sint-Goriksplein 1           |                                                     |
|      | À l'Imaige Nostre-Dame        | 1884         | Geschenkengang 1             | Gevestigd in een voormalige gevangenis.             |
|      | Kaaicafé                      |              | Sainctelettesquare 18        | Café van het Kaaitheater                            |
|      | Lord Byron - Chez Luca        |              | Kartuizerstraat 8            |                                                     |
|      | Le Lombard                    | 1910         | Lombardstraat 1              |                                                     |
|      | La Maison du Cygne            | 14e eeuw     | Grote Markt 9                |                                                     |
|      | Café Manneken Pis             | 17e eeuw     | Lievevrouwbroersstraat 31-33 | Gelegen tegenover Manneken Pis.                     |
|      | Mokafé Taverne                |              | Koningsgalerij 9             | Gevestigd in de Koninklijke Sint-Hubertusgalerijen. |
|      | À la Mort Subite              | 1910         | Warmoesberg 5-7              |                                                     |
|      | Café Métropole                | 1892         | De Brouckèreplein 33         | Café van het Hotel Métropole.                       |
|      | La Pharmacie Anglaise         |              | Koudenberg 33                | Gevestigd in voormalige apotheek.                   |
|      | Poechenellekelder             | 1991         | Eikstraat 5                  |                                                     |
|      | La Roue D'Or                  | 1908         | Hoedenmakersstraat 26        |                                                     |
|      | Le Roy d'Espagne              | 1952         | Grote Markt 1                | Gevestigd in een Gildehuis van eind 17e eeuw.       |
|      | Au Soleil                     |              | Kolenmarkt 86                |                                                     |
|      | In't Spinnekopke              | 1762         | Bloemenhofplein 1            |                                                     |
|      | Au Bon Vieux Temps            | 1695         | Sint-Niklaasgang 4-5         |                                                     |
|      | Café Walvis                   |              | Antoine Dansaertstraat 209   |                                                     |
|      | Wiel's Renard Noir            | 1600-1700    | Hoogstraat 233               | Beschermd monuments sinds 17 juni 2010.             |

## Vorst
| Foto | Naam         | Openingsjaar | Adres                    | Opmerking      |
| ---- | ------------ | ------------ | ------------------------ | -------------- |
|      | Bar Du Matin | 1895         | Alsembergse Steenweg 172 |                |
|      | Wiels' Café  |              | Van Volxemlaan 354       | Café van WIELS |

## Elsene
| Foto | Naam       | Openingsjaar | Adres          | Opmerkingen                   |
| ---- | ---------- | ------------ | -------------- | ----------------------------- |
|      | Café Belga | 2002         | Flageyplein 18 | Gevestigd in het Flageygebouw |
|      | Pilar      | 2019         | Pleinlaan 2    |                               |

## Sint-Gillis
| Foto | Naam                  | Openingsjaar | Adres                   | Opmerking |
| ---- | --------------------- | ------------ | ----------------------- | --------- |
|      | Brasserie Verscheuren | 1880         | Sint-Gillisvoorplein 11 |           |
|      | La Porteuse d'Eau     | 1907         | Jean Voldersstraat 48   |           |

## Ukkel
| Foto | Naam                      | Openingsjaar | Adres                   | Opmerking |
| ---- | ------------------------- | ------------ | ----------------------- | --------- |
|      | Au Vieux Spijtigen Duivel | C. 1500      | Alsembergsesteenweg 621 |           |